# Тамауліпас
Тамаулі́пас (ісп. Tamaulipas, ацт. Tamaulipas) — штат Мексиканської Республіки, розташований на північному сході країни. Межує зі штатами Нуево-Леон, Сан-Луїс-Потосі і Веракрус, із США та омивається Мексиканською затокою. Столиця штату — Вікторія (або Сьюдад-Вікторія).

## Історія

Мапа Мексики (штат Тамауліпас (1824)

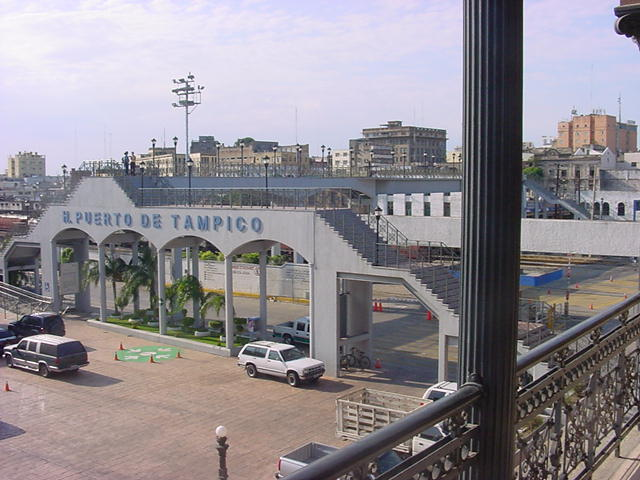
Порт Тампіко

У 1824 році, після проголошення Мексикою незалежності та падіння мексиканської імперії, Тамауліпас був одним із перших 19 штатів-з яких утворилися Мексиканські Сполучені Штати. Під час сутичок поміж централістами та федералістами, у 1836 році революція в Техасі привела до створення республіки Техас, яка до цього моменту була північною частиною Тамауліпас. У 1840 році Техас, разом зі штатами Нуево-Леон та Коауїла,  робив спроби об'єднатися з недовговічною республіки Ріо-Гранде для розширення кордонів. У 1846 році Техаська республіка була анексована США, а в 1848 році стала складовою частиною Сполучених Штатів Америки. У 1848 році, по закінченню американо-мексиканської війни за договором Гуаделупе Тамауліпас втратив більше ніж ¼ частину своїх територій. Столиця штату Агуайо отримала нову назву Сьюдад-Вікторія на честь Гуаделупе Вікторіа.
У 1863 році французька окупація Мексики створила складні умови для штату, особливо на кордоні з портовим містом Тампіко. На півночі Тамауліпас французьким військам протистояли республіканські сили на чолі з президентом Беніто Хуаресом, але через два роки після французького володарювання штат змушений був прийняти умови французького наставника Максиміліана I. У 1866 році французькі війська залишили територію штату, а в 1867 році імператора було розстріляно. 
В період правління Порфіріо Діаса у штаті відчувся економічний зріст — була побудована залізниця до портового міста Тампіко, яка дозволила вести міжнародну торгівлю на кордоні з Техасом та експортувати свій товар. Міста Матаморос та Нуево-Ларедо стали найбільш-промисловими в штаті. 
В післяреволюційні роки послідовні уряди присвятили себе розширенню промислових районів та інфраструктури в Тамауліпасі, включаючи комунікаційні та освітні програми. Губернатор  Марте Гомес (1937-1940) почав свою діяльність з розширення ранчових угідь для приватних фермерів. Норберто Тревіно Сапатою (губернатор штату (1957-1963) були засновані кілька державних університетів, відбулася реформація нафтовидобувної галузі. Під час губернаторства Еміліо Мартінес Манутоу (1981-1987) відчувся суттєвий підйом у промисловості. 

## Економіка
Основою економіки штату є обробна промисловість, а незначна діяльність -- у секторі послуг та, зокрема, у торгівлі. У 15 пунктах перетину кордону поміж Сполученими Штатами та Тамауліпасом завдяки портовим містам Тампіко та Альтаміра, ВВП переміщує 30% усієї міжнародної торгівлі в Мексиці, яка надає прибутку 280 млрд. доларів на рік в обох напрямках. Найбільша активність імпорту та експорту відбувається на кордоні між Нуево-Ларедо (Тамауліпас) та Ларедо (Техас) завдяки створеній Північноамериканській зоні вільної торгівлі (НАФТА; англ. North American Free Trade Agreement, NAFTA), що становить 28% ВВП Мексики.